# Fährtensandstein

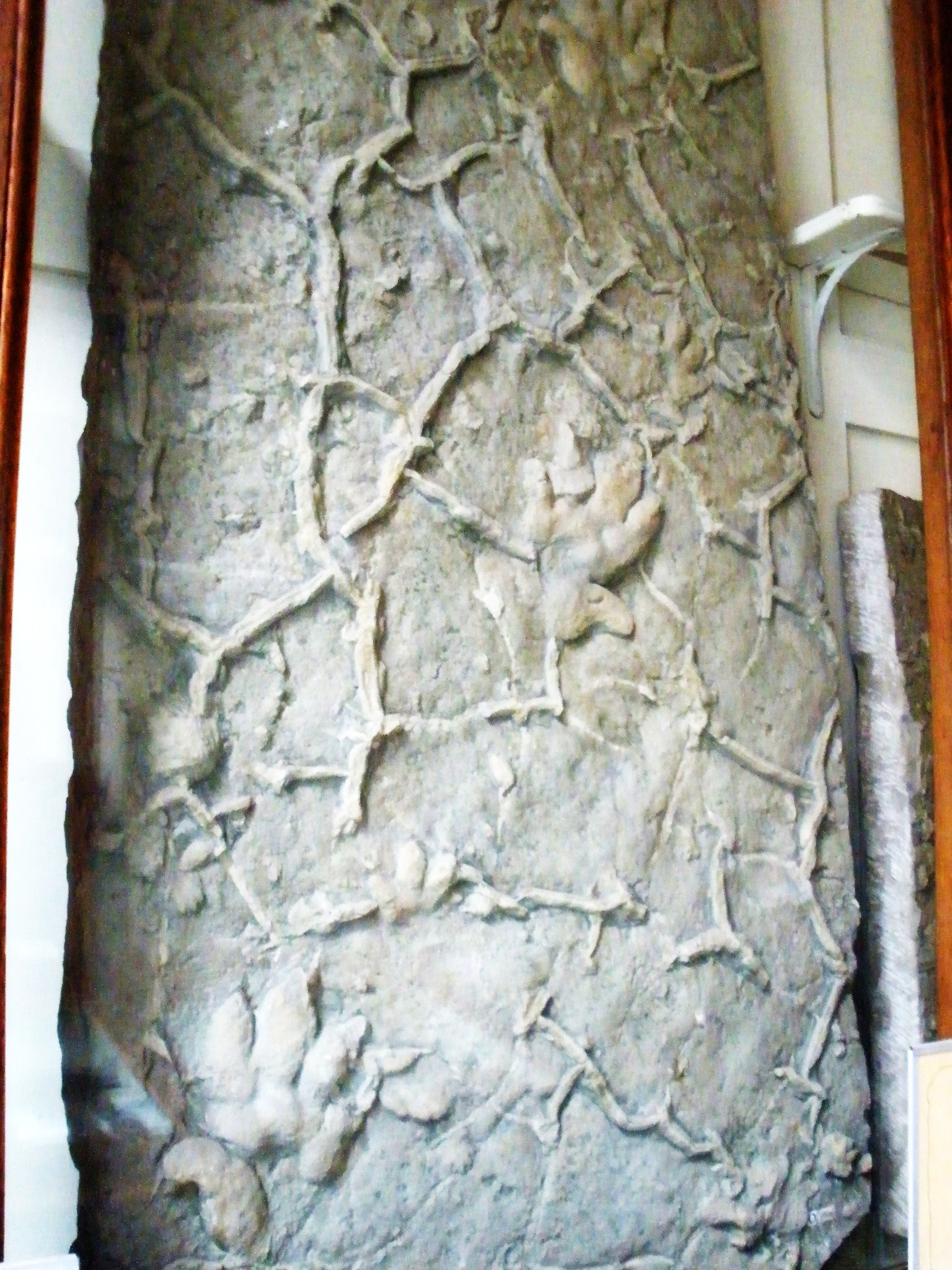
Platte (Schichtunterseite) aus dem Chirotheriensandstein (Mittlerer Buntsandstein) von Hildburghausen mit Trockenrissfüllungen („Netzleisten“) und Chirotherium barthii (links unten, Mitte und rechts oben). Teylers Museum, Haarlem, Niederlande.

Fährtensandstein ist die historische Bezeichnung für Sandsteine, deren Schichtflächen häufig fossile Trittsiegel oder ganze fossile Fährten von Landwirbeltieren (Tetrapoda) aufweisen. Solche Sandsteine sind heute aus zahlreichen geologischen Epochen (Oberdevon und jünger) und von allen Kontinenten bekannt. Einige dieser Sandsteinhorizonte tragen sogar die Namen der in ihnen enthaltenen Spuren, u. a. der nach der Archosaurierspur Chirotherium benannte Thüringer Chirotheriensandstein der Solling-Folge (Mittlerer Buntsandstein). Der Thüringer Chirotheriensandstein, dessen Spurenführung bereits in den 1830er Jahren enormes wissenschaftliches Interesse hervorrief, kann als „Archetyp“ eines Fährtensandsteins betrachtet werden.
Da die Spuren von Landlebewesen stammen, handelt es sich folglich um Sandsteine terrestrischer oder randmariner Ablagerungsmilieus. Sedimentologische Befunde zeigen, dass die meisten der fährtenführenden Sandsteine durch Fließgewässer, im Uferbereich von Seen oder in Küstenregionen (Sandwatt) abgelagert worden sein müssen. Nur relativ wenige dieser Sandsteine gehen auf äolische Bildungen (Dünen) zurück.
Die Trittsiegel sind entweder erhaben auf Schichtunterseiten (sogenannte konvexe Hyporeliefs) oder als Hohlform auf Schichtoberseiten (konkaves Epirelief) erhalten. Mit den Spuren sind oft auch Sedimentstrukturen überliefert, z. B. Trockenrissfüllungen (bei Hyporeliefs) oder Rippelmarken.
Da einige fossile Tetrapodenspuren (bestimmte sogenannte Spurengattungen oder -arten) oder ein gemeinsames Auftreten bestimmter Spurengattungen oder -arten charakteristisch für bestimmte geologische Epochen sind, werden sie, insofern sich keine besseren Möglichkeiten bieten (z. B. charakteristische Körperfossilien oder Möglichkeiten der radiometrischen Datierung), zur Altersbestimmung der entsprechenden Sandsteine genutzt.
In der heutigen geologischen und paläontologischen Literatur wird der Begriff „Fährtensandstein“ (wie auch andere, ähnlich geartete historische Bezeichnungen, wie z. B. „Kräuterschiefer“) nicht mehr verwendet.

## Beispiele für „Fährtensandsteine“
Folgende lithostratigraphische Einheiten (Auswahl) enthalten Sandsteinhorizonte, die prinzipiell mit dem historischen Begriff „Fährtensandstein“ bezeichnet werden können oder seinerzeit sogar bezeichnet worden sind. Die Spuren stammen überwiegend von den in den terrestrischen Ökosystemen des jeweiligen geologischen Zeitalters dominierenden Wirbeltiergruppen.

### Karbon

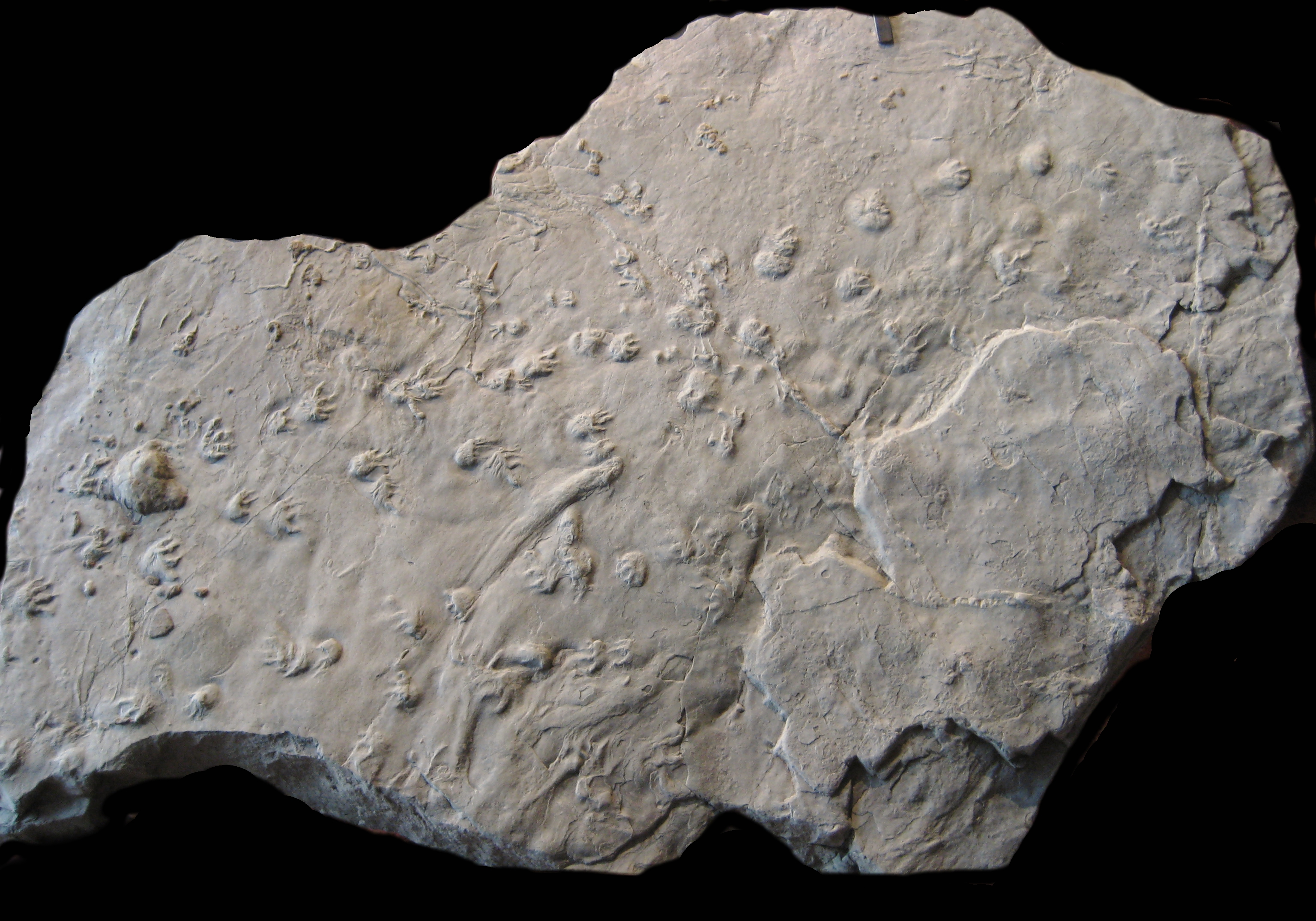
Ausgüsse von Tetrapodenfährten (?Pseudobradypus) auf einer Sandsteinplatte (Schichtunterseite) aus der Joggins-Formation (Oberkarbon, Nova Scotia, Kanada)

Fährten stammen überwiegend von basaleren Tetrapoden („Labyrinthodontier“).
- Tynemouth-Creek-Formation (unteres Pennsylvanium des Cumberland-Beckens, New Brunswick, Kanada)[5]
- Grand-Anse-Formation (unteres Pennsylvanium des Cumberland-Beckens, New Brunswick, Kanada), ist eines der ältesten Vorkommen von Fährten und Trittsiegeln von Amnioten[6]
- Joggins-Formation (unteres Pennsylvanium des Cumberland-Beckens, Nova Scotia, Kanada), enthält die mit weniger als 2 mm Länge bislang kleinsten Tetrapodentrittsiegel[7] (siehe auch → Joggins Fossil Cliffs)

### Perm

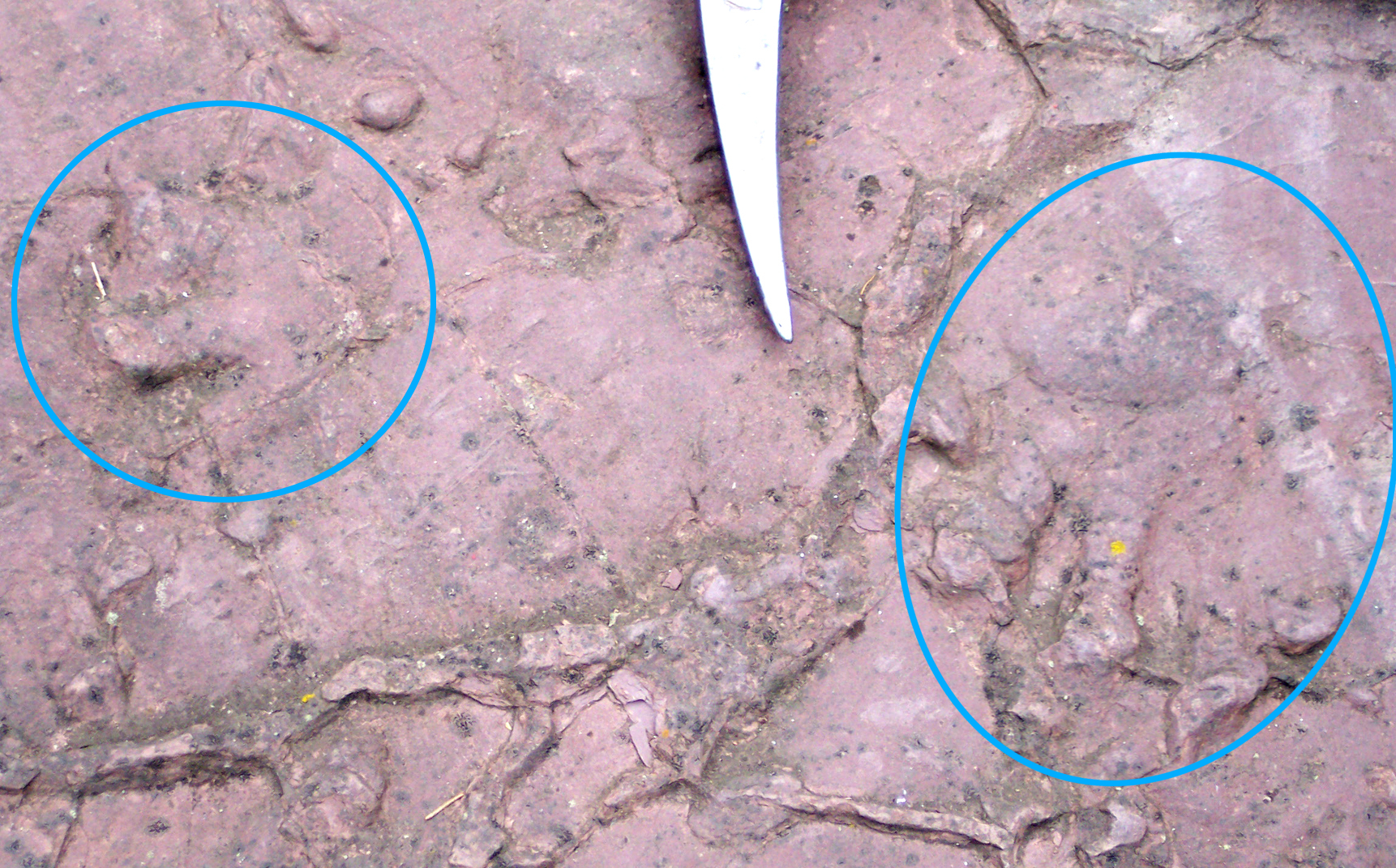
Tetrapodentrittsiegel-Ausgüsse (blau eingekreist) auf einer Schichtunterseite des Tambach-Sandsteins (Unterperm, Thüringer Wald). Beim rechten der beiden Exemplare handelt es sich um die Spurengattung Ichniotherium, eine Spur, die wahrscheinlich von Diadectiden verursacht wurde.

Fährten stammen überwiegend von basaleren Tetrapoden („Labyrinthodontier“, „Cotylosaurier“) und basalen Synapsiden („Pelycosaurier“ und basale Therapsiden).
- Tambach-Sandstein (Tambach-Formation, Oberrotliegend des Thüringer Waldes, siehe → Bromacker)[8]
- Cornberger Sandstein (Oberstes Rotliegend der Hessischen Senke)[9]
- Rotliegend-Äquivalente des Tiddas-Beckens (Marokko)[10]
- Choza-Formation (Clear-Fork-Gruppe, Unterperm von Nord-Texas, USA)[11]
- Robledo-Mountains-Formation (auch Robledo-Mountains-Subformation der Hueco-Formation, Unterperm von New Mexico, USA)[12][13]

### Trias
Fährten stammen überwiegend von basalen Archosauriern („Thecodontier“) und basalen Therapsiden (Unter- und Mitteltrias) sowie von frühen Dinosauriern (Obertrias).
- Thüringer Chirotheriensandstein und Rötquarzit/Fränkischer Chirotheriensandstein (Mittlerer bzw. Oberer Buntsandstein, obere Unter- bzw. unterste Mitteltrias des Germanischen Beckens; bedeutende Vorkommen befinden sich u. a. bei Jena, Hildburghausen, Eiterfeld, Bad Kissingen, Kulmbach und Bad Karlshafen)[14]
- Auchenhew-Schichten (Untertrias der Isle of Arran, Schottland)[15]
- Tanameurt-Subformation (Timezgadiwine-Formation, Untertrias des Arganabeckens, Marokko)[4]
- Helsby-Sandstein (Unter-/Mitteltrias von NW-England)[16]
- Richthofen-Konglomerat („Tretto conglomerate“, Mitteltrias von Norditalien)[17]
- diverse Sandsteinhorizonte des Keuper von Nord-Bayern (Obertrias)[18]
- Val-Sabbia-Sandstein (Obertrias von Norditalien)[19]
- Chinle-Formation (Obertrias, westliche USA)[20]

### Jura

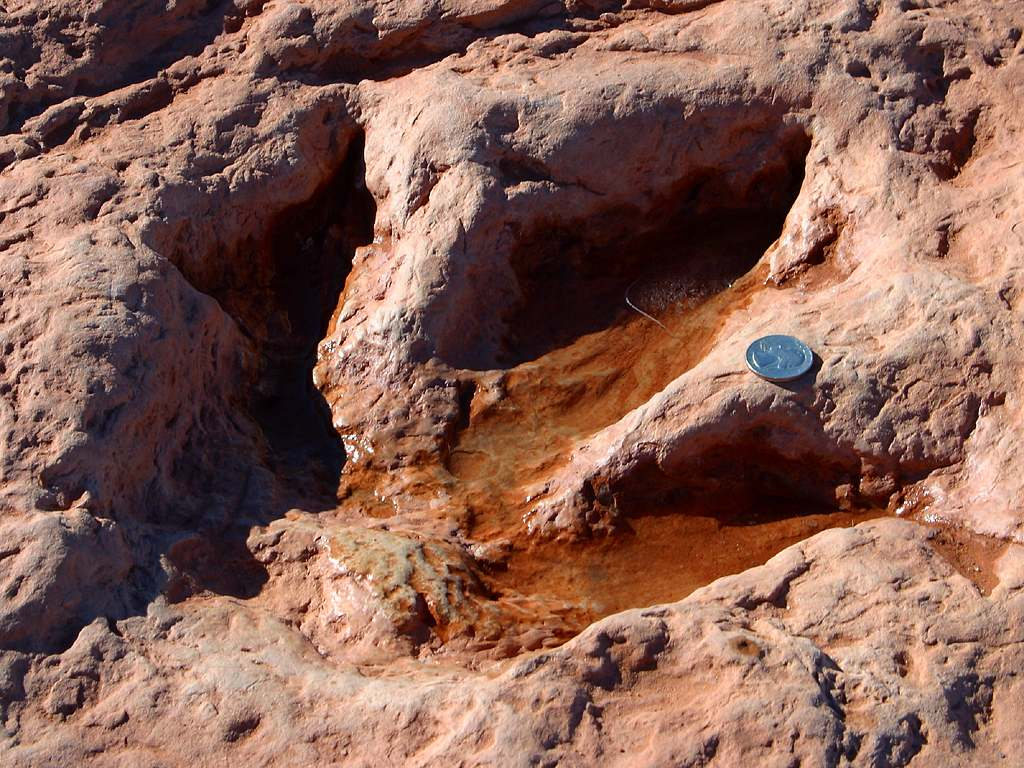
Einzelner Fußabdruck der Spurengattung Eubrontes in Sandstein der Moenave-Formation (Unterjura), Arizona, USA. Eubrontes dürfte von größeren Theropoden verursacht worden sein, in diesem Fall vermutlich Dilophosaurus.

Fährten stammen überwiegend von Dinosauriern.
- Portland-Formation (Newark-Supergruppe, Unterjura des Hartford-Beckens, Connecticut und Massachusetts, USA)[21]
- Moenave-Formation und Kayenta-Formation (Glen-Canyon-Gruppe, Unterjura des südöstlichen Colorado-Plateaus, Arizona und Utah, USA)[22][23]

### Kreide
Fährten stammen überwiegend von Dinosauriern.
- Obernkirchen-Sandstein, (Bückeberg-Formation, untere Unterkreide des Niedersächsischen Beckens)[24]
- Broome-Sandstein (untere Unterkreide der Kimberley-Region, Australien)[25]
- Tongfosi-Formation (Yanji-Gruppe, mittlere Unterkreide der Mandschurei, China)[26]
- Hekou-Gruppe (Unterkreide der Gansu-Provinz, China)[27]

### Paläogen
Fährten stammen überwiegend von Säugetieren und Vögeln.
- Kashkan-Formation (?Paläozän-Eozän des Zagros-Beckens, Iran)[28]
- Puget-Gruppe (Eozän des westlichen Vorlands des Kaskadengebirges, US-Bundesstaat Washington)[29]
- diverse Formationen im Nordwesten des Ebro-Beckens (Eozän bis frühes Miozän, Navarra, Spanien)[30]

### Neogen
Fährten stammen überwiegend von Säugetieren und Vögeln.
- Rohrbach-Formation (Rohrbacher Konglomerat, oberes Miozän und unteres Pliozän des Wiener Beckens, Österreich)[31][32]